# Sinion-Gletscher
Der Sinion-Gletscher (bulgarisch ледник Синион lednik Sinion) ist ein 6 km langer und 3 km breiter Gletscher an der Nordenskjöld-Küste des Grahamlands auf der Antarktischen Halbinsel. Von den südöstlichen Hängen des Detroit-Plateau fließt er in ostsüdöstlicher Richtung entlang der Südhänge des Kableshkov Ridge zur Odrin Bay.
Britische Wissenschaftler kartierten ihn 1978. Die bulgarische Kommission für Antarktische Geographische Namen benannte ihn 2013 nach Sinion, einem protobulgarischen Anführer des 6. Jahrhunderts.